# Špiljari
Špiljari su slabo napučeno naselje u Boki kotorskoj, u općini Kotor.	

## Zemljopisni položaj
Selo je smješteno u zaleđu Kotora, od kojega je udaljeno nekih kilometar i pol. Zbog izuzetnog zemljopisnog položaja selo je često meta planinara ali i turističkih skupina, koje do lokaliteta stižu uređenom pješačkom stazom.

## Samostani i crkve
- Crkva Svetog Ivana (15. stoljeće)

## Stanovništvo

### Nacionalni sastav po popisu 2003.
- Crnogorci - 8